# Kongregacja ds. Wód
Święta Kongregacja do spraw Wód (łac. Aquarum Congregatio) – dawna kongregacja kardynalska Kurii Rzymskiej, zajmująca się problematyką regulacji biegu rzek i zaopatrzenia prowincjonalnych miast Państwa Kościelnego w wodę.

## Historia
Kongregacja ds. Wód została utworzona po aneksji Ferrary przez Państwo Kościelne w 1598, jednak dokładna data jej utworzenia nie jest jasna. Z pewnością istniała już na początku pontyfikatu papieża Pawła V (1605–1621). Nie należy jej utożsamiać z Kongregacją ds. Dróg, Mostów i Wodociągów, utworzoną przez Sykstusa V w bulli Immensa Aeterni Dei z 1588. Początkowo została utworzona jako kongregacja doraźna, w celu rozwiązania sporu między Ferrarą a Bolonią o zaopatrzenie w wodę, rychło jednak nabrała stałego charakteru. W drugiej połowie XVII wieku na jej czele stał zawsze bratanek urzędującego papieża (jako superintendent generalny Państwa Kościelnego) lub kardynał sekretarz stanu. W 1817 została połączona z Kongregacją ds. Dróg. Istniała do 1847, gdy papież Pius IX zniósł ją w ramach generalnej reformy systemu rządów w Państwie Kościelnym.

## Skład
W skład Kongregacji ds. Wód wchodziło zazwyczaj kilkunastu kardynałów, kapitan generalny Świętego Kościoła Rzymskiego, komisarz i skarbnik generalny Kamery Apostolskiej oraz sekretarz.

### Kongregacje ds. Bagien Pontyjskich i ds. Doliny Chiana
W ramach Kongregacji ds. Wód funkcjonowały dwie, formalnie wyodrębnione, kongregacje partykularne:
- Kongregacja ds. Bagien Pontyjskich – zajmująca się problematyką osuszania malarycznych Bagien Pontyjskich w Lacjum. Istniała już za pontyfikatu Urbana VIII, początkowo jako całkowicie samodzielna dykasteria, choć od początku miała wspólnego z Kongregacją ds. Wód sekretarza; najpóźniej w 1657 została włączona w struktury Kongregacji ds. Wód
- Kongregacja ds. Doliny Chiana – zajmująca się regulacją wód na obszarze Doliny Chiana na pograniczu z Wielkim Księstwem Toskanii.

## Lista prefektów Kongregacji ds. Wód (od 1701)
- Francesco Barberini (1701–1738)
- Alessandro Albani (1738–1779)
- Guglielmo Pallotta (1779–1785)
- Carlo Livizzani (1785–1802)
- Antonio Maria Doria Pamphili (1802–1821)
- Fabrizio Dionigi Ruffo (1821–1827)
- Agostino Rivarola (1827–1833)
- Ludovico Gazzoli (1833–1843)
- Giovanni Serafini (1843–1846)
- Francesco Saverio Massimo (1846–1847)